# Barone Hungerford
Barone Hungerford è un titolo baronale nella Paria d'Inghilterra.

## Storia
Il titolo venne creato il 7 gennaio 1426 per Walter Hungerford, già speaker della camera dei comuni e cavaliere dell'Ordine della Giarrettiera prima di essere nominato Lord High Treasurer. Il II barone venne inoltre creato Barone de Moleyns il 13 January 1445; entrambi i titoli vennero poi uniti. Il III barone venne disonorato ed i suoi titoli vennero abbandonati nel 1461. Questo disonore venne revocato nel 1485 per la IV baronessa di Hungerford, e quindi passò alla famiglia Hastings dei conti di Huntingdon ove rimase sino al 1789, quando passò alla famiglia Rawdon(-Hastings) dei marchesi di Hastings rimanendovi sino al 1868 quando venne disputato. Tre anni più tardi la disputa terminò a favore di un membro della famiglia Abney-Hastings, il Conte di Loudoun. Nel 1920 il titolo venne nuovamente disputato e l'anno successivo venne affidato alla famiglia Philipps dei Visconti St Davids dove rimane sino ai nostri giorni.
Un'altra Baronia di Hungerford con la distinzione de Heytesbury venne creata nella Paria d'Inghilterra l'8 giugno 1526 per un altro Walter Hungerford, il quale venne poi disonorato nel 1541 ed i suoi titoli revocati senza ulteriori nomine.

## Baroni di Hungerford (1426)
- Walter Hungerford, I barone Hungerford (1378–1449)
- Robert Hungerford, II barone Hungerford (c. 1400–1459)
- Robert Hungerford, III barone Hungerford (c. 1420–1464), disonorato e revocato nel 1461
- Mary Hastings, IV baronessa Hungerford nata Hungerford (c. 1466–c. 1530) disonore revocato nel 1485
- George Hastings, V barone Hungerford (1488–1545) (creato conte di Huntingdon nel 1529)
- Francis Hastings, II conte di Huntingdon, VI barone Hungerford (1514–1560)
- Henry Hastings, III conte di Huntingdon, VII barone Hungerford (1536–1595)
- George Hastings, IV conte di Huntingdon, VIII barone Hungerford (1540–1604)
- Henry Hastings, V conte di Huntingdon, IX barone Hungerford (1586–1643)
- Ferdinando Hastings, VI conte di Huntingdon, X barone Hungerford (1609–1656)
- Theophilus Hastings, VII conte di Huntingdon, XI barone Hungerford (1650–1701)
- George Hastings, VIII conte di Huntingdon, XII barone Hungerford (1677–1705)
- Theophilus Hastings, IX conte di Huntingdon, XIII barone Hungerford (1696–1746)
- Francis Hastings, X conte di Huntingdon, XIV barone Hungerford (1729–1789)
- Elizabeth Hastings, XVI baronessa Botreaux, XV baronessa Hungerford (1731–1808)
- Francis Rawdon-Hastings, II conte di Moira, XVI barone Hungerford (1754–1826) (creato marchese di Hastings nel 1816)
- George Rawdon-Hastings, II marchese di Hastings, XVII barone Hungerford (1808–1844)
- Paulyn Rawdon-Hastings, III marchese di Hastings, XVIII barone Hungerford (1832–1851)
- Henry Rawdon-Hastings, IV marchese di Hastings, XIX barone Hungerford (1842–1868) (disputato dal 1868)
- Edith Abney-Hastings, X contessa di Loudoun, XX baronessa Hungerford (1833–1874) (disputa terminata nal 1871)
- Charles Clifton, XI conte di Loudoun, XXI barone Hungerford (1855–1920) (disputato dal 1920)
- Elizabeth Philipps, XXII baronessa Hungerford nata Abney-Hastings (1884–1974) (disputa terminata nel 1921)
- Jestyn Philipps, II visconte St Davids, XXIII barone Hungerford (1917–1991)
- Vedi Visconte St Davids per gli altri baroni Hungerford.

## Baroni Hungerford de Heytesbury (1526)
- Walter Hungerford, I barone Hungerford de Heytesbury (c. 1502–1541) disonorato e revocato nel 1541